# Biblioteksman

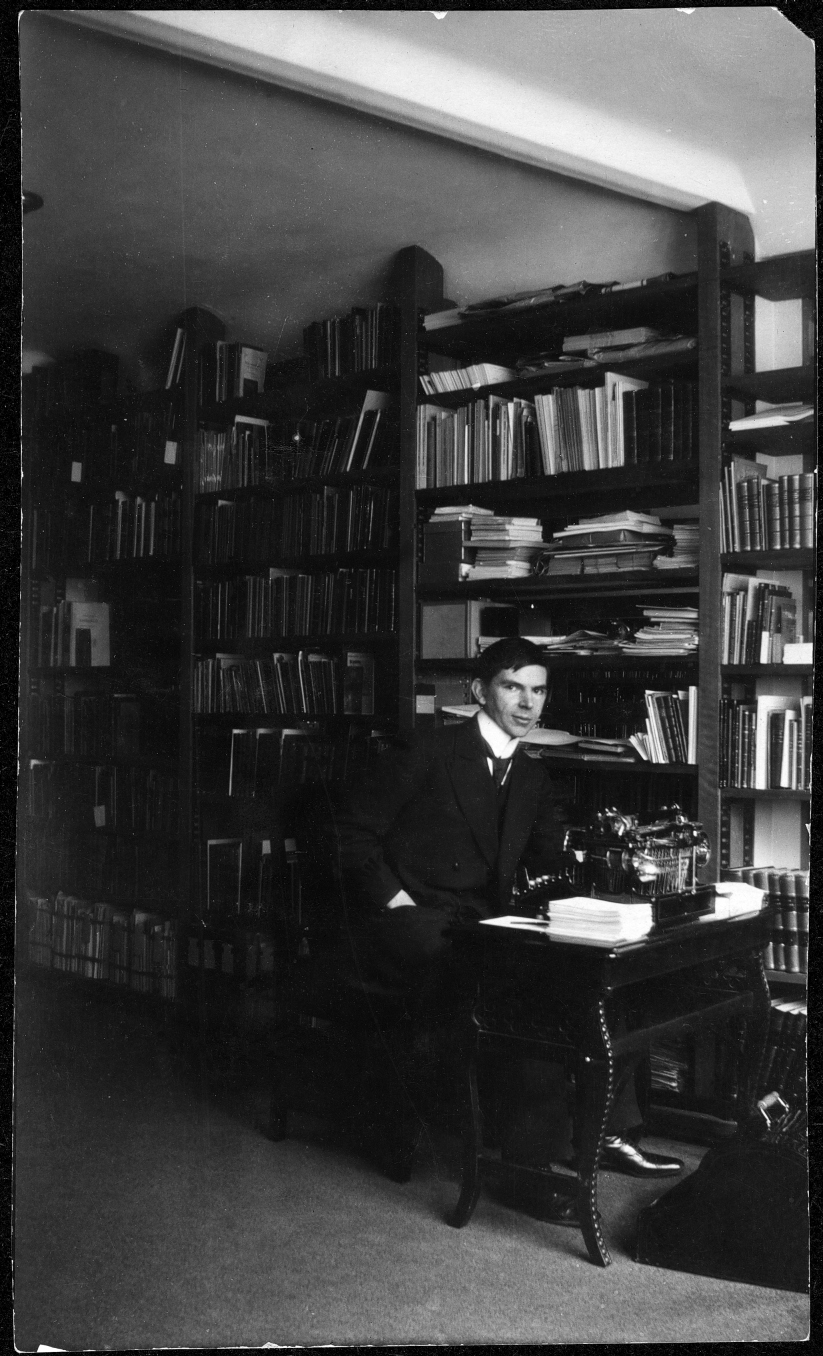
Holger Nohrström, en finländsk biblioteksman.

Biblioteksman är en person vars verksamhetsområde har med bibliotek att göra. Termen används huvudsakligen om äldre tider, ungefär till och med första halvan av 1900-talet, för att beskriva personer som är experter på biblioteksväsendet eller i största allmänhet är välbekant med saker som gäller bibliotek. De flesta som omnämns som biblioteksmän har varit bibliotekarier, men benämningen är inte med nödvändighet knuten till bibliotekariens yrke. 
Bland personer som ofta nämns som biblioteksmän finns exempelvis svenskarna Harald Wieselgren och Claes Annerstedt, och 
amerikanen Melvil Dewey som skapade klassifikationssystemet Dewey Decimal Classification.